# 本橋隼人
本橋隼人（もとはし はやと、1982年2月22日 - ）は日本のチューバ奏者・スーザフォン奏者。東京都青梅市出身。

## 略歴
洗足学園音楽大学を卒業して、東京ミュージック&メディアアーツ尚美（現尚美ミュージックカレッジ専門学校）コンセルヴァトアールディプロマコース修了。東京ディズニーリゾート　のバンドに所属しながら東京を中心にアンサンブル、ソロのコンサートなど幅広い世代向けの演奏会などを企画、演奏活動をしている。 
現在は、エトワル・オリオンでの活動がメインである。

## 人物
東京ブラススタイルの枡家小雪とは大学時代の同期である。また、渡部いずみや平原綾香は後輩である。渡部いずみとは、吹奏楽の授業などで一緒であった。稲川榮一や池田幸広が師匠である。